# Tasiocera tridentata
Tasiocera tridentata là một loài ruồi trong họ Limoniidae. Chúng phân bố ở miền Australasia.